# Torres d'en Lluc
Ses Torres d'en Lluc són restes arqueològiques d'una antiga fortificació situades al cap d'Albarca a l'extrem septentrional de la parròquia de Sant Mateu d'Albarca de Sant Antoni de Portmany a l'illa d'Eivissa. El 1994 el consell insular va organitzar una primera campanya d'excavació. No s'han trobat gaire artefactes que permetin una datació més precisa, entre la antiguitat tardana i els primers segles després de la conquesta catalana.
A mitjan tram d'una escarpada costa que uneix Santa Agnès i Sant Mateu s'arriba al jaciment arqueològic de ses Torres d'en Lluc, pròxim als penya-segats de Cala d'Albarca. Aquest misteriós assentament, que els historiadors només han pogut datar en un període que abasta des dels temps paleocristians a l'alta Edat Mitjana, està integrat per dues antigues torres de planta ovalada i un tram de muralla que les uneix.
El conjunt dels quals se'n conserven uns 99,5 m, formava part d'una fortalesa de majors dimensions, encara que es desconeix amb exactitud per què va ser construïda. La dimensió original ni el nombre de torres són difícils de precisar, per l'erosió del terreny.
De les dues torres només queda la base. La primera, de majors dimensions, està situada a l'esquerra dels murs de pedra que avui envolten el conjunt i que probablement van ser construïts per algun pagès que va conrear aquesta zona o criar aquí bestiar. Ofereix un paisatge sublim. Està unida a la segona torre mitjançant un llarg tram de muralla, de més d'un metre d'ample, que travessa els bancals en perpendicular. Al peu d'aquestes parets de pedra se situa l'altra torre, més petita però que conserva una major altura en els seus murs. Des d'aquesta es contemplava Cala d'Albarca.